# Stratford (Londra)
Stratford è un quartiere di Londra che si trova nel distretto di Newham, a circa 9,8 km a est-nordest di Charing Cross.
Già area rurale appartenente alla parrocchia di West Ham, sviluppatosi lungo la strada che collega, fin dall'epoca romana, Londra con Colchester, Stratford si trasformò in area industriale con l'arrivo della ferrovia nel 1839. Divenuto il centro amministrativo del borgo conteale di West Ham, fu incorporato nella Grande Londra nel 1965.
Il quartiere è classificato tra i 14 centri metropolitani nel Piano di Londra.
Il suo codice postale è E15, tranne per quanto riguarda il parco Olimpico, cui è assegnato il codice E20.

## Geografia fisica
Stratford è localizzata nell'estremità nord-ovest del borgo di Newham. Confina a ovest con Hackney Wick, zona appartenente sia al Borgo di Hackney che di Tower Hamlets, e Bow, nel Borgo di Tower Hamlets, a nord con Leyton, nel Borgo di Waltham Forest. A est e a sud, Stratford confina con altre località del Borgo di Newham: Forest Gate a est, Plaistow e West Ham a sud.

## Origini del nome
Il nome appare nei registri già nel 1067 come Strætforda, che significa "Guado lungo una strada romana". Esso è formato dalle parole in antico inglese "stræt" e "ford".
Giacché anche la vicina zona di Bow (ora nel borgo di Tower Hamlets), a ovest del fiume Lea, era conosciuta come Stratford, vari suffissi servivano a distinguere le due località:
- Estratford era utilizzato per riferirsi all'attuale Stratford, che è a est del fiume;
- Stratford Hamme, allundendo alla appartenenza della zona alla parrocchia di West Ham;
- Stretford Langthorne e Abbei Stratford erano usati riferendosi alla presenza del Stratford Langthorne Abbey, il monastero cistercense fondato nella località nel 1135.

## Storia

### Sviluppo economico
Stratford era originariamente una comunità agricola la cui prossimità a Londra rendeva facile il commercio dei suoi prodotti.
Intorno al XVIII secolo, infatti, l'area intorno a Stratford era nota per la coltivazione di patate. Questo business è continuato fino alla metà del 1800.
Una delle prime industrie aperte a Stratford fu la "Bow porcelain factory" (La fabbrica di porcellana di Bow), che, a dispetto del nome, si trovava sulla riva orientale del fiume Lea, in Essex.
Usando un processo brevettato nel 1744 i due imprenditori, Edward Heylin e Thomas Frye, produssero nella fabbrica chiamata "New Canton", situata vicino al ponte di Bow (a nord dell'High Street di Stratford, nei pressi del moderno Bow Flyover), una delle prime porcellane a pasta tenera del Regno Unito.

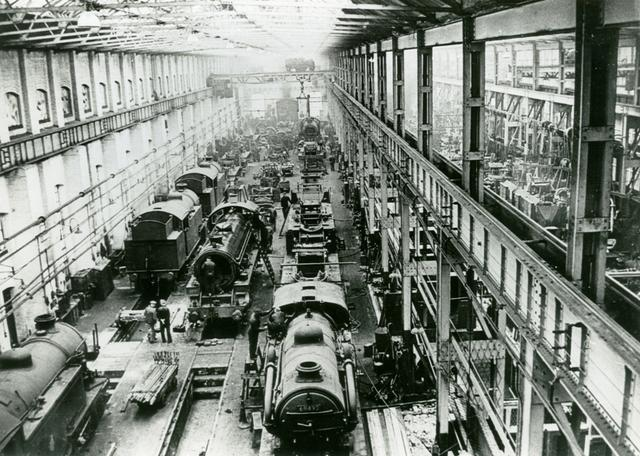
Stratford Railway Works

L'industrializzazione della zona continua anche grazie al Metropolitan Building Act del 1844 bandisce tutte quelle industrie tossiche e nocive, come impianti chimici e stamperie, dalla contea di Londra. Pertanto, queste vengono costrette a rilocare ai margini della città: Stratford, che allora si trovava nella contea dell'Essex, diventa uno dei centri industriali maggiori dell'Inghilterra.
Già all'inizio del XIX secolo, Stratford era un importante nodo per le wagonette e le carrozze dirette da Londra all'Anglia orientale: da Stratford passavano 4 volte all'ora carrozze dirette a Londra, mentre quelle dirette a est erano a cadenza oraria.
Nel 1839 la compagnia Great Eastern Railway costruì una stazione ferroviaria a Stratford, che si trovava nel punto in cui due importanti direttrici della rete convergevano; una era quella che da Londra portava a Cambridge, l'altra portava a Colchester.
Un'officina e un deposito per le locomotive e il materiale rotabile, chiamato Stratford Railway Works, fu aperto dalla stessa società 8 anni più tardi nella zona settentrionale del quartiere. Durante il suo più alto picco, nell'officina lavoravano più di 2 500 lavoratori, la maggior parte dei quali risiedeva, insieme ad altri lavoratori ferroviari, nella cittadella che si era formata nei dintorni. Inizialmente fu chiamata "Hudson Town", a onore di George Hudson, noto come The Railway King (Il re delle ferrovie), ma successivamente assunse il nome, più comune, di Stratford-New town, che nel 1862 contava una popolazione di 20.000 abitanti.
Durante l'esistenza dell'officina di Stratford 1682 locomotive, 5500 carrozze e 33.000 vagoni merci furono costruiti. L'ultima parte operativa dell'officina ha chiuso nel marzo del 1991.

### Declino e riqualificazione urbana
Con l'apertura delle fabbriche più inquinanti, durante il XIX secolo, le condizioni per i residenti di Stratford sono peggiorate, a causa principalmente della povertà, del sovraffollamento e della scarsa igiene e salute. La deprivazione della zona continua anche nel XX secolo, quando, a causa della massiccia disoccupazione in cui tutta la Gran Bretagna versava nel periodo tra le due guerre, Stratford è stata teatro di proteste e sommosse.
L'area viene, insieme a tutto l'East End di Londra, pesantemente bombardata durante i bombardamenti della seconda guerra mondiale, e, nonostante la ricostruzione avviene assiduamente dopo la fine della guerra, il declino dell'economia della zona continua a causa della chiusura del porto di Londra.

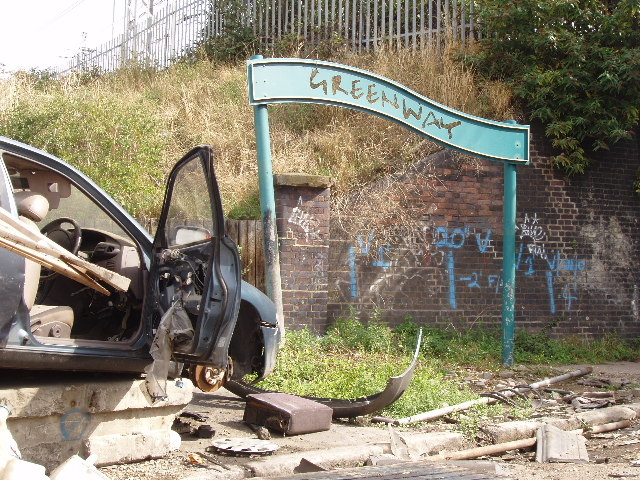
Ingresso del percorso pedonale "Greenway" a Stratford nel 2005

Durante questi anni di declino, la reputazione di Stratford è diventata nettamente negativa principalmente a causa dell'alto tasso di criminalità e della presenza di gang, in particolare dei Stratford Mandem, della gang di Abbey Lane e dei Maryland Bloods.
Progetti di riqualificazione di Stratford cominciano a partire dagli anni 60, quando vengono aperti, con l'intento di migliorare il tasso di occupazione, il nuovo centro commerciale Stratford Centre e il nuovo scalo merci di Londra. Questa riqualificazione continua durante gli anni successivi e, negli anni 90, viene costruita la nuova stazione, la nuova autostazione, una nuova biblioteca, un cinema e un teatro.
Quando nel luglio del 2005 il Comitato Olimpico Internazionale annuncia che Londra avrebbe ospitato i Giochi Olimpici del 2012, si è deciso di rendere Stratford il centro principale delle olimpiadi: l'area infatti aveva una grande potenziale, perché dispone di eccellenti trasporti di superficie e di trasporti su ferro.
A causa di questa scelta è stata prevista una completa riqualificazione e ricostruzione dell'area industriale dismessa lungo le rive del fiume Lea. Una parallelo progetto di riqualificazione è il progetto di sviluppo di Stratford City, che prevedeva la costruzione di mezzo milione di metri quadrati destinati a commercio, spazi ricreativi e residenze.

## Luoghi notevoli

### Chiesa di san Giovanni Evangelista

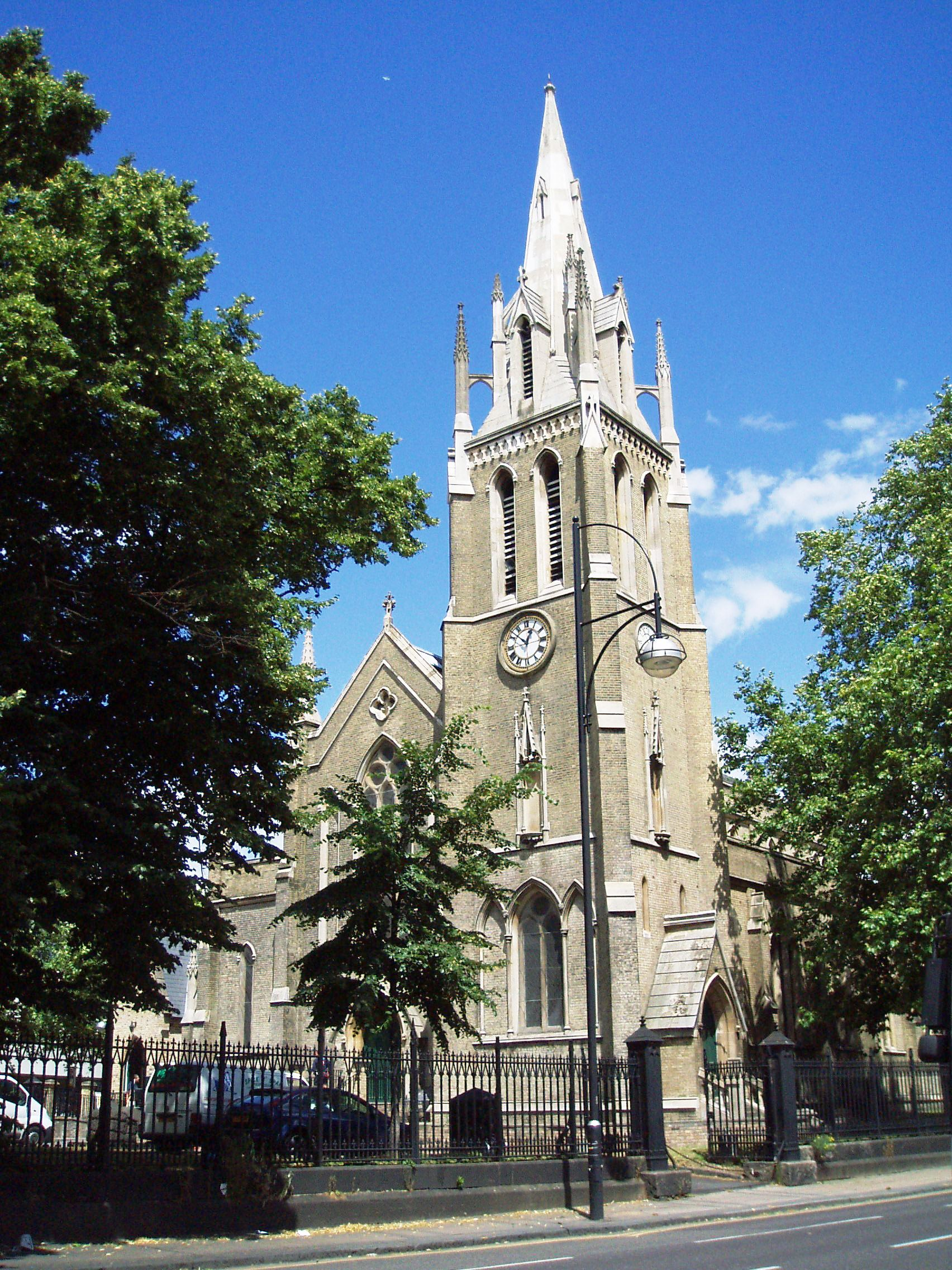
Chiesa di San Giovanni Evangelista

La Broadway di Stratford, la strada principale del quartiere, è dominata dalla chiesa di san Giovanni Evangelista.
Questa chiesa fu costruita tra il 1832 e il 1834 dall'architetto scozzese Edward Blore in uno stile tipico del gotico inglese primitivo, usando mattoni grigi.
La caratteristica prominente dell'architettura della chiesa è la torre sormontata da una guglia, supportata da un arco rampante.
La chiesa nacque inizialmente come cappella per fare evitare il tragitto fino all'antica chiesa parrocchiale di West Ham ai praticanti di Stratford.
Nel 1844, tuttavia, St. John's divenne una parrocchia indipendente.
Nell'agosto stesso anno, venne battezzato il poeta Gerard Manley Hopkins.
Il naturalista e rivoluzionario Antonio Brady è sepolto nel sagrato della chiesa.
Durante i bombardamenti di Londra della seconda guerra mondiale, la cripta della chiesa venne usata come rifugio antiaereo dalla popolazione locale.
La chiesa è un listed building di grade II.

### Memoriale dei Martiri di Stratford
Sul sagrato della chiesa di San Giovanni, si trova un memoriale ai Martiri di Stratford, che subirono la morte al rogo nel 1556, durante il regno della Regina Maria I d'Inghilterra, conosciuta come "Bloody Mary".
Il memoriale, a forma ottagonale, sormontato da 12 guglie laterali, è stato svelato nel 1878.

### Memoriale a Gurney
Il memoriale eretto nel 1861 a memoria del filantropo e abolizionista appartenente alla setta dei quaccheri, Samuel Gurney (1786-1856) è un obelisco di granito alto 12 metri e 80, che svetta a sud del sagrato della chiesa di San Giovanni.
Sul plinto si trova, insieme a due fontanelle di ottone che spillano acqua potabile, anche l'inscrizione:
"IN REMEMBRANCE OF SAMUEL GURNEY
WHO DIED THE 5TH OF JUNE 1856
ERECTED BY HIS FELLOW PARISHIONERS AND FRIENDS
1861
"When the ear heard him then it blessed him"
(in italiano: In memoria di Samuel Gurney / Che morì il 5 di giugno 1856 / Eretto da i suoi concittadini e amici / 1861 /"Quando le orecchie lo sentono allora è benedetto").

### King Edward VII Public House
Di fronte alla chiesa di San Giovanni, al di là della Broadway, si trova un pub dei primi anni del XVIII secolo.
L'edificio presenta ancora gli originali frontoni delle porte e un erker del XIX secolo.
Originariamente veniva chiamato "The King of Prussia" ("Il Re di Prussia", in italiano), probabilmente in onore o di Federico il Grande o di Federico Guglielmo IV di Prussia, che visitò l'area nel 1842, allo scopo di incontrare la riformatrice carceraria Elizabeth Fry.
Il nome cambiò con lo scoppio della prima guerra mondiale per ragioni patriottiche.
L'edificio è un monumento classificato Grade II.

### Abbey Mills Pumping Station

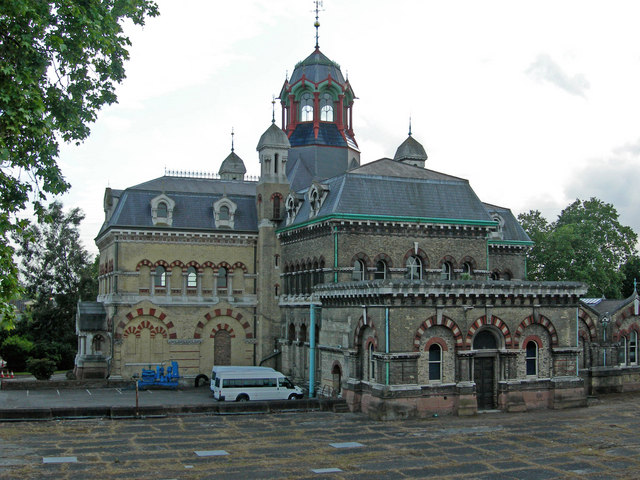
Abbey Mills Pumping Station

Costruito nel 1868 come parte del sistema di fognatura di Londra dall'architetto Sir Joseph Bazalgette, l'edificio, che conteneva originalmente delle pompe a vapore, è un notevole esempio di architettura neogotica in stile italiano.
Gli interni dell'edificio sono stati utilizzati per girare il film Batman Begins. Essi rappresentavano, insieme ad alcuni locali della stazione di Londra St. Pancras gli interni del rifugio di Batman.
L'edificio è un monumento classificato Grade II*.

## Cultura

### Istruzione

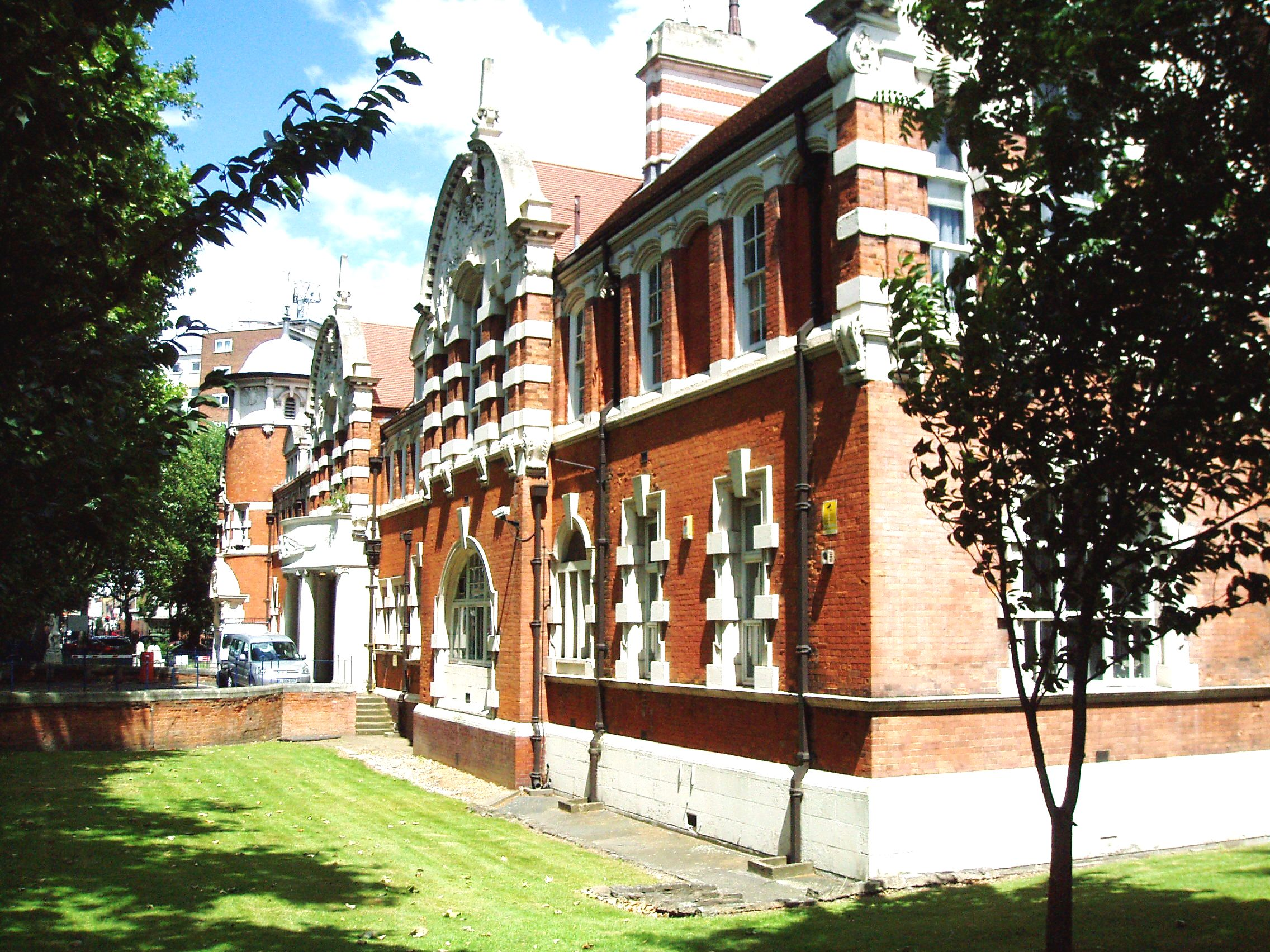
University of East London - "University House"

Il più grande campus dell'University of East London si trova a Stratford.
Nel campus si trovano l'edificio principale, "University House", datato al XIX secolo, e il "Passmore Edwards Building", anch'esso storico edificio, noto per i colorati affreschi e il tetto a cupola.
È prevista la costruzione di una nuova università nel parco olimpico, dopo lo svolgimento dei giochi.

### Musei, teatri e media
Il "Cultural Quarter" di Stratford, che sita nelle vicinanze del centro commerciale "Stratford Centre", è sede di gallerie d'arte, teatri, bar e caffè, come il Theatre Royal Stratford East e il Stratford Circus.
Il video promozionale per la canzone dei Beatles Penny Lane è stato girato nella parte più meridionale della strada Angel Lane. Questo tratto è stato demolito nei tardi anni 60 per la costruzione del centro commerciale "Stratford Centre".

## Economia
Due centri commerciali sono localizzati nel quartiere a entrambi i lati della stazione: a est della stazione c'è lo "Stratford Centre" (costruito negli anni 70), mentre a ovest si trova il più nuovo Westfield Stratford City (2011).
A ovest del quartiere, nelle vicinanze del supermercato Tesco di Bromley-by-Bow, all'interno dell'area di sviluppo "Strand East" (11 ettari) c'è in progetto di realizzare, oltre a nuovi edifici residenziali, un nuovo store Ikea City.

## Infrastrutture e trasporti
- Linee Central e Jubilee, Elizabeth Line, Docklands Light Railway, London Overground e National Rail: stazione di Stratford
- Docklands Light Railway e National Rail (Alta Velocità): stazione di Stratford International
- Docklands Light Railway: stazione di Stratford High Street e di Pudding Mill Lane
- Elizabeth Line: Stazione di Maryland

Il quartiere di Stratford è un importante nodo stradale dell'area orientale della capitale inglese. Infatti, Stratford è attraversato, oltre che dalla strada A11 (la strada che collega da ovest Londra con Norwich a est), anche dalla A112 (che collega da nord Waltham Abbey con North Woolwich a sud) e dalla A118 (che collega Stratford con Ilford e Romford). Inoltre la A12 (che collega Londra-Blackwall con Great Yarmouth) corre lungo il confine che divide Stratford da Bow e, presso l'incrocio tra questa e la A11 (noto come Bow Interchange), si trova uno svincolo che serve sia il quartiere di Bow che quello di Stratford.
Stratford è, inoltre, un importante nodo della rete di trasporto londinese. Infatti, presso Stratford si trovano cinque stazioni:
- Stratford (Regional), situata lungo la Great Eastern Main Line, la North London Line e le Lea Valley Lines, è servita dai servizi della metropolitana di Londra (linee Central e Jubilee), della London Overground, della DLR, dell'Elizabeth Line, e dai servizi della Abellio Greater Anglia (per l'Est dell'Inghilterra);
- Stratford International, situata a nord-ovest del centro del quartiere, lungo la linea High Speed 1 (che congiunge St. Pancras al Kent), è servita dai treni nazionali ad alta velocità della Southeastern; la stazione è, inoltre, a partire dal 2011, capolinea di una diramazione della DLR;
- Stratford High Street, situata lungo la High Street, a sud del centro di Stratford, aperta nel 2011 in sostituzione dell'antica stazione di Stratford Market, è servita dalla DLR;
- Maryland, situata lungo la Great Eastern Main Line, nell'area più orientale di Stratford, presso la località Maryland, è servita dall'Elizabeth Line, che collega Shenfield con Reading (passando per il Crossrail);
- Pudding Mill Lane, situata a sud del Parco Olimpico, è servita dalla DLR; nonostante la vicinanza allo Stadio Olimpico, è rimasta chiusa durante lo svolgimento dei giochi a causa delle dimensioni ridotte, ritenute non adatte al numero di passeggeri che avrebbe assistito alle Olimpiadi.

Di fronte all'edificio principale della stazione ferroviaria, è presente l'autostazione di Stratford (in inglese Stratford bus station) presso la quale effettuano fermata numerose linee di superficie urbane, gestite da vari operatori per conto di London Buses che collegano Stratford con i quartieri limitrofi e il centro di Londra; altre linee urbane, invece, effettuano fermata presso l'autostazione di Straford City (in inglese Stratford City bus station, situata alle spalle della stazione.
Entrambe le autostazioni sono gestite dalla stessa London Buses.
A partire dal giugno del 2018, la fermata degli autobus a lunga percorrenza (comprese le navette aeroportuali) che precedentemente si trovava presso l'autostazione di Straford, è stato spostato lungo la Montfichet Road, alle spalle della stazione (nei pressi dell'autostazione di Stratford City).

## Sport
Il quartiere è noto per ospitare il Parco Olimpico di Londra per i Giochi della XXX Olimpiade.